# Paradelphacodes litoralis
Paradelphacodes litoralis är en insektsart som först beskrevs av Reuter 1880.  Paradelphacodes litoralis ingår i släktet Paradelphacodes och familjen sporrstritar. Arten har ej påträffats i Sverige. Inga underarter finns listade i Catalogue of Life.